# 칼스코가시

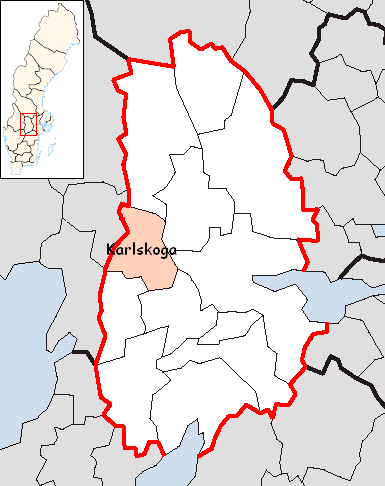
칼스코가 시의 위치

칼스코가시(스웨덴어: Karlskoga kommun)는 스웨덴 외레브로주에 위치한 지방 자치체로 행정 중심지는 칼스코가이며 면적은 510.38km2, 인구는 30,538명(2016년 12월 31일 기준), 인구 밀도는 60명/km2이다.

시 문장